# Хронологія ірано-ізраїльського протистояння (2025)
Нижче наведено список подій під час ізраїльсько-іранської гібридної війни за 2025 рік.

## Хронологія
- 29 травня — Ізраїльська служба Шин Бет повідомила про зірвання 85 іранських кібератак [1].

- 13 червня — Операція «Народ, як лев»:
  - Ізраїль здійснив масштабні авіаудари по ядерній та військовій інфраструктурі Ірану.
  - Загинули ключові фігури: генерал Хоссейн Саламі (КВІР) та генерал Мохаммад Багері (Генштаб ЗС Ірану).
  - Були уражені об’єкти в Тегерані, Натанзі, Фордо та Тебрізі [2] [3] [4] [5].

- 15 червня — внаслідок іранської атаки на Ізраїль вночі 15 червня, було поранено кілька десятків людей, п'ятеро загинули[6][7].